# 滝川健と仲間たち
滝川健と仲間たち（たきがわけんとなかまたち）は、2006年7月22日に開催されたライブである。悪役商会の俳優である滝川健が主催した。
出演者は、事務所（悪役商会）の仲間や、テレビ朝日のバラエティー番組『ぷっ』すまでの共演者（通称「ビビリ劇団」）、童謡歌手、新人バンドであった。
殺陣の披露、「憤激レポート」の紹介、『ぷっ』すまでの「ビビリ王決定戦」の裏話等多岐にわたる内容であった。
「出演者は、ノーギャラ」だったとライブ内でコメントしていた。

## 出演者
- 滝川健
- 吉井由紀（「ビビリ劇団」座長）
- 島田ゆかり（「ビビリ劇団」副座長）
- 田中謙次（「ビビリ劇団」座員）
- 井上克一（悪役商会）
- 井上かおり（滝川健の隣人、童謡歌手）
- ENCOUR@GECOLOR（新人バンド）
- 柿辰丸（悪役商会）
- 柴崎蛾王（悪役商会）
- 悪役商会